# Antropogenní půda

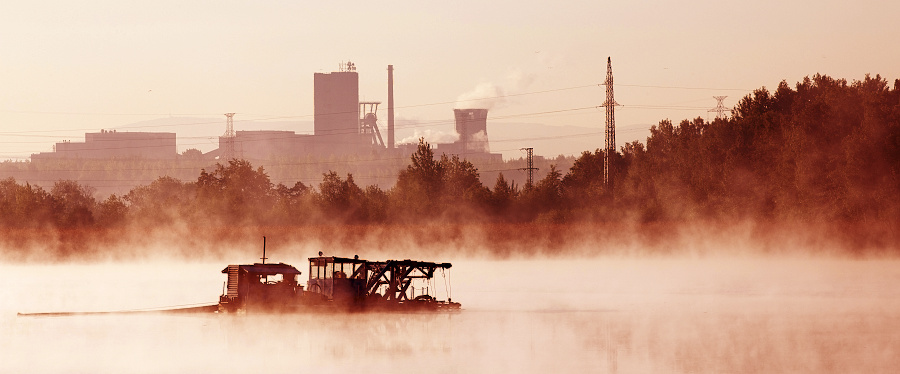
I zde jednou vznikne antropogenní půda

Antropogenní půda (antrozem) je zvláštní pedologická kategorie půd u kterých byl půdotvorný proces (pedogeneze) zásadním způsobem ovlivněn činnosti lidí. Tyto půdy mají specifickou půdní chemii, fyziku a hydrologii. 

## Vznik
Takovéto půdy vznikají nejčastěji výraznou modifikací či pohřbením původních půdních horizontů či přemístěných materiálů případně melioračními opatřeními. Antropogenní půda se vytváří různými způsoby, podle toho jaký je podkladový substrát, jaké jsou dostupné meliorační zeminy, na předpokládaném využívání vytvořené půdy a na ekonomických a technologických možnostech. Vytváření zemědělsky využitelné antropogenní půdy nejčastěji v praxi probíhá na plošně rozsáhlých výsypkách zůstávajících po těžbě uhlí a jiných prvotních průmyslových surovin, po kalových a popílkových nádržích jakož i po vyrovnávání poklesů nivelety v poddolovaných oblastech tzv. rekultivací devastovaných území.
Na podkladových materiálech které mívají deficit vhodných minerálů a bývají silně kyselé v důsledku pyritické síry nebo jinak toxické se používá kombinovaných překryvů. Spodní vrstva je nejčastěji tvořena kombinaci sprašové hlíny a bentonitu o tloušťce asi 20 cm a horní vrstva humózní zeminou, ornici, o tloušťce 30 až 40 cm.

## Použití
Pro vytvoření užitné antropogenní půdy se zpravidla na takto navršené půdě počítá s biologickým oživením pěstováním melioračních plodin po dobu šesti až osmi let. Často se s antropogenními půdami počítá jako s místy pro plantáže rychle rostoucích energetických plodin, vytvoření rekreačních oblastí nebo jen pro ozelenění krajiny. Intenzivní zemědělská činnost se na nich neplánuje.
Touto lidskou činností zásadně ovlivněná půda se v České republice vyskytuje převážně v průmyslových oblastech. Z celkového zemědělského půdního fondu zabírá asi 0,3 %, nejvíce je ji v severních Čechách okolo 0,7 %. 

## Klasifikace
V souvislostí s měnicími se mezinárodními systémy značení půd se antropogenní půda (označována AN) podle nové nomenklatury půd v ČR začleňuje do referenční třídy Antroposoly.